# Kapelle Groß Aschen

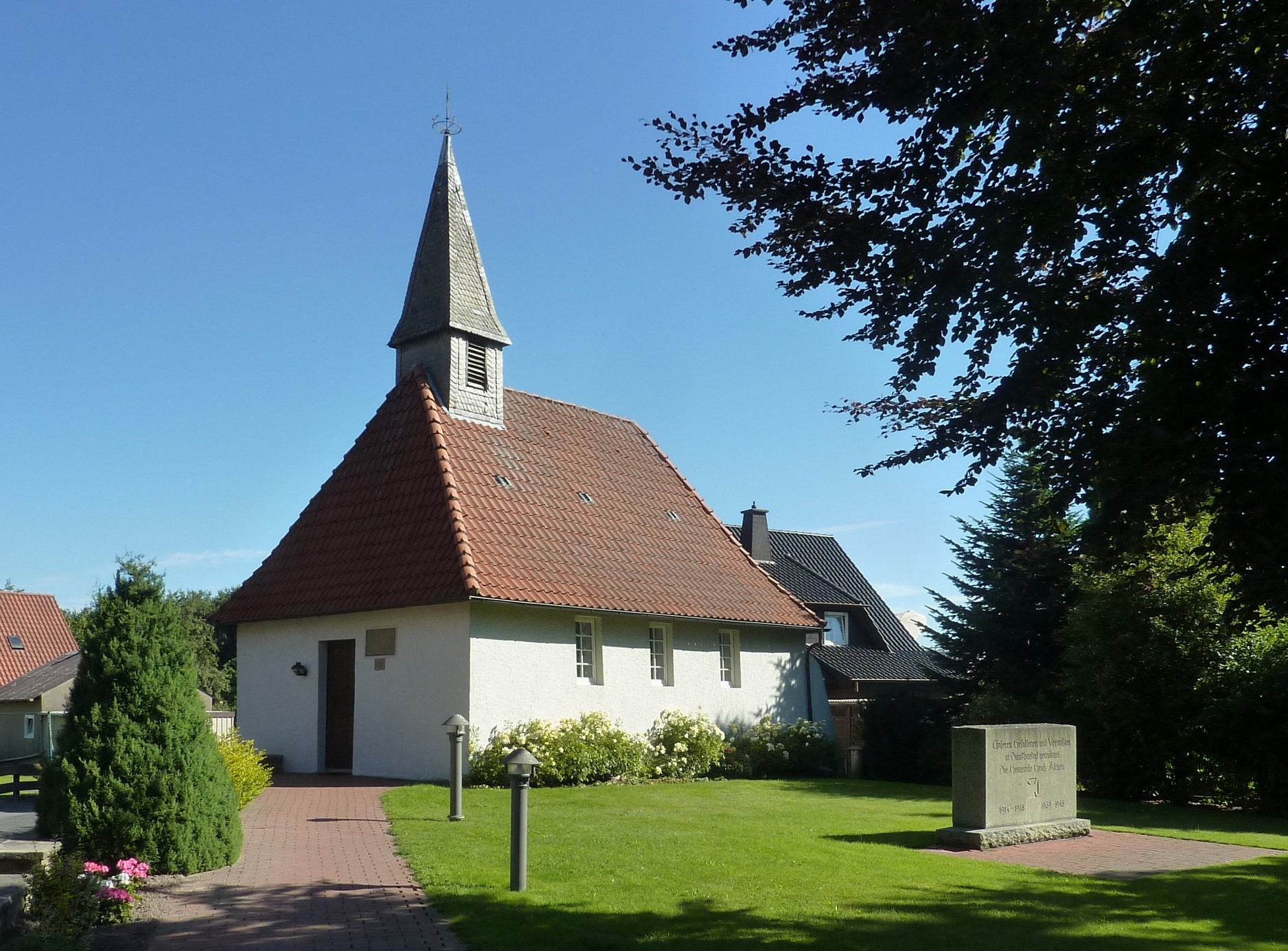
Kapelle Groß Aschen

Die evangelisch-lutherische Kapelle Groß Aschen steht im Ortsteil Groß Aschen der selbständigen Gemeinde Melle im Landkreis Osnabrück von Niedersachsen. Die Kapelle gehört zum Pfarrbezirk Hücker-Aschen der Kirchengemeinde Spenge im Kirchenkreis Herford der Evangelischen Kirche von Westfalen.

## Beschreibung
Die schlichte Kapelle wurde aus den Resten der früheren Burg Aschen 1697 in Eigenverantwortung durch die Bauern in Groß-Aschen errichtet. Die verputzte Saalkirche ist mit einem Walmdach bedeckt, aus dem sich im Westen ein schiefergedeckter Dachreiter erhebt. 1984 wurde im Innenraum des Kirchenschiffs die Flachdecke höher gesetzt. Der aus Holz geschnitzte Altar vom Ende des 15. Jahrhunderts wurde von der Stiftskirche Enger erworben.